# Titanium(IV)oxide
Titanium(IV)oxide of titaandioxide (TiO2) is een oxide van titanium. Het komt in de natuur voor als de mineralen rutiel, anataas of brookiet. Titanium(IV)oxide wordt gebruikt als pigment en wordt dan titaanwit genoemd. Het is een goed dekkend pigment dankzij de hoge brekingsindex van de kristallen. Het heeft sterke optische eigenschappen zoals witheid en helderheid. Het wordt gemakkelijk opgenomen in water, kunststoffen en bindmiddelen en beschermt de kwaliteit van de producten tegen de schadelijke gevolgen van uv-straling.
Titanium(IV)oxide wordt gewonnen uit titaniumerts. 95% van het gedolven erts wordt gebruikt om titanium(IV)dioxide te maken, slechts 5% voor het metaal titanium.
Het erts komt in verschillende vormen voor, als rutiel (een zeer fijn poeder), als anataas (een vorm bestaande uit nanokristallen) en als brookiet. Zowel de anataas als de rutiel vorm worden in pigmenten gebruikt, maar anataas is de witste vorm.
Bij de productie van titanium(IV)oxide komt veel afval vrij. Teneinde te voorkomen dat dit afval in het milieu terechtkomt, is er een speciale Europese richtlijn ingevoerd: Richtlijn 78/176/EEG van de Raad van 20 februari 1978 betreffende de afvalstoffen afkomstig van de titaniumdioxide-industrie.

## Gebruik in verf
Titanium(IV)oxide heeft het oudere, ook goed dekkende maar zeer giftige, loodwit (2PbCO3·Pb(OH)2) geheel verdrongen. Een ander veel gebruikt wit pigment is zinkwit (ZnO).
Een ander verschil tussen titaniumdioxide en zinkwit is dat titanium(IV)oxide een enigszins gele gloed heeft, waardoor het wit wat warmer van kleur is. Zinkwit is een koelere kleur. De deeltjes in het pigment titanium(IV)oxide zijn relatief groot. Dit heeft tot gevolg dat onderliggende kleurlagen toch door de verf heen kunnen schemeren. Het teruggekaatste gekleurde licht kan zich namelijk voortplanten in de holtes tussen de pigmentdeeltjes. Om de reflectiecoëfficiënt verder te verhogen, zal een verffabrikant daarom door het titanium(IV)oxide een ander, minder wit, maar fijner pigment heen mengen.
Titanium(IV)oxide wordt meestal geleverd als een suspensie in lijnolie. Lijnolie heeft echter de neiging om in de loop der jaren te vergelen. Om het wit zuiver te houden wordt titanium(IV)oxide in een duurdere versie wel geleverd in saffloerolie.
De anataasversie van titanium(IV)oxide wordt door kunstschilders gebruikt sinds ongeveer 1920. Als men dit oxide aantreft in vermeend oude documenten of schilderijen, gaat het ongetwijfeld over een vervalsing. Dit was onder andere het geval bij de Vinlandkaart.

## Andere toepassingen
De stof vindt naast toepassingen in verf (ook in wegenverf) gebruik als vulstof in (speciaal) papier, keramisch materiaal, inkt, cement, correctievloeistof, rubber, glas, producten voor huidverzorging en kunststof.
Titaniumdioxde kent ook zijn toepassing in zonnecrèmes, daar het een UV-actieve stof is die ultraviolette straling absorbeert en reflecteert. 

## Voedingsadditief en farmaka
In levensmiddelen wordt titanium(IV)oxide gebruikt onder E-nummer E171, met name in tandpasta, kauwgom en medicijnen. Het wordt ook gebruikt om zijn fotokatalytische eigenschappen. Het kan bij belichting met ultraviolet bijna alle organische verbindingen verbreken, zowel in lucht als in water. Het wordt in farmaceutische preparaten gebruikt om geneesmiddelen te beschermen tegen degradatie door licht, zo kunnen zowel capsules als primaire verpakkingsmaterialen opaak worden gemaakt.
In 2021 adviseerde de Europese Autoriteit voor voedselveiligheid (EFSA) om de stof niet langer toe te laten als voedingsadditief vanwege mogelijke genotoxiciteit. Na een herevalutie van de wetenschappelijke evidentie kon niet worden uitgesloten dat oraal ingenomen titanium(IV)oxide zich opstapelt in het lichaam en schade toebrengt aan het genetisch materiaal, hoewel daar evenmin sluitend bewijs voor was. Bijgevolg kon het additief niet als veilig worden beschouwd en kon geen aanvaardbare dagelijkse inname worden vastgesteld.

## Productie
Er zijn twee productiemethoden voor titanium(IV)oxide:
- sulfaatproces
- chlorideproces

Bij het sulfaatproces laat men geconcentreerd zwavelzuur inwerken op het ijzerhoudend titaniumerts waardoor de metalen omgezet worden in sulfaten. Aangezien men voornamelijk geïnteresseerd is in het titaniumsulfaat zal men de andere sulfaten verwijderen door clarificatie, kristallisatie en hydrolyse. Bij de hydrolyse wordt er titaniumdioxide-monohydraat gevormd dat door calcinatie wordt omgezet in titanium(IV)oxide. Ten slotte volgt er een gepaste nabehandeling naargelang de toepassing van het pigment. Voor zoverre bij het sulfaatproces het dunzuur (verdund zwavelzuur na reactie met de ertsen) gerecupereerd en terug opgewerkt wordt, is het sulfaatproces milieuvriendelijker geworden.
Het chlorideproces vervangt het sulfaatproces echter steeds meer en meer. Bij het chlorideproces wordt het titaniumerts met chloorgas omgezet tot titanium(IV)chloride (TiCl4). Hiervoor is desondanks de krachtige oxiderende werking van chloor een temperatuur van 950 tot 1100 °C nodig, hetgeen wordt bereikt met cokes. Het titanium(IV)chloride wordt vervolgens gezuiverd en geoxideerd met zuurstof, met zuiver titanium(IV)oxide als eindproduct.
De grootste producent ter wereld van titanium(IV)oxide is DuPont de Nemours (enkel via het chlorideproces), belangrijke producenten zijn ook The National Titanium Dioxide Company Ltd. (Cristal), Tronox (KerrMcGee), Apollo/Tioxide, Kronos en Ishihara. De totale productie van titanium(IV)oxide bedroeg meer dan vijf miljoen ton in 2007 (ongeveer 10 miljard dollar). Rond 2005 ging 59,5% naar afnemers werkzaam in de verfindustrie, 22,9% naar de plasticindustrie en 9,2% van de totale productie naar de papierindustrie.
Volgens European Coating Journal (juli 2015) ligt de geschatte productie nu rond de 6,5 miljoen ton/jaar. Du Pont is de grootste met 1,2 miljoen ton, daarna Huntsman (900.000 ton), Cristal (800.000 ton) en Kronos (550.000 ton). De totale productie in China ligt rond de 2,2 miljoen ton.